# Sciurus
Sciurus (česky veverka, toto jméno je však užíváno pro více různých rodů) je rod hlodavců z čeledi veverkovití (Sciuridae), v tradičním pojetí nejdiverzifikovanější rod veverek vůbec. Zahrnuje okolo 30 druhů, které jsou široce rozšířeny zejména v lesích mírného pásma. Vyskytují se v severních částech Eurasie, v Severní Americe, dále ve Střední Americe a severních až centrálních oblastech Jižní Ameriky, přičemž drtivá většina známých druhů žije na americkém kontinentu. Studie z roku 2020 nicméně vyhodnotila původní rod Sciurus jakožto neholofyletický a doporučuje v rámci něj klasifikovat pouze tři eurasijské druhy (S. vulgaris, S. anomalus a S. lis).
Veverky představují malé hlodavce adaptované stromovému životu. Mezi nejmenší zástupce patří veverka andská (Sciurus pucheranii), jejíž samice dosahují délky asi 16 cm; samci veverky šedé (Sciurus griseus) naopak mohou na délku překračovat 30 cm. Pohlavní dimorfismus v rámci jednotlivých druhů obvykle nebývá příliš výrazný. Ocas svou délkou často přesahuje délku těla, jeho velikost se u konkrétních druhů různí. Odvozená stavba kotníku umožňuje veverkám rotaci chodidel o 180°.
Veverky jsou denní stromová zvířata, jejichž potravu tvoří především tvrdé plody stromů, přiživují se však rovněž houbami, bobulemi, kůrou i masitou potravou. Jedinci z chladných oblastí si mohou potravu zahrabávat pod zem a přikrmovat se jí přes zimu. Zástupci rodu Sciurus se rozmnožují v průměru dvakrát ročně, velikost vrhu činí asi dvě až čtyři mláďata. Vlastní říje trvá u samic jediný den, mezi samci kvůli tomu v období páření panuje vysoká konkurence. Rozmnožování je založeno na polygynii a samci se nezapojují do péče o potomstvo. Dospívající samci se typicky rozptylují ze svého rodiště. Za podmínky přítomnosti stromových porostů veverky tolerují širokou škálu stanovišť, často včetně synantropního prostředí.
K roku 2024 nebyla žádná z veverek považována za obecně ohroženou, veverku Richmondovu (Sciurus richmondi) ze Střední Ameriky nicméně IUCN pokládá za téměř ohrožený druh. Invazní potenciál vykazuje původně severoamerická veverka popelavá (Sciurus carolinensis), jež byla zavlečena do Evropy.